# Dyspessa aculeata
Dyspessa aculeata är en fjärilsart som beskrevs av Turati 1909. Dyspessa aculeata ingår i släktet Dyspessa och familjen träfjärilar. Inga underarter finns listade i Catalogue of Life.

## Bildgalleri

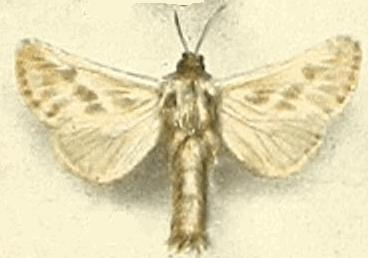
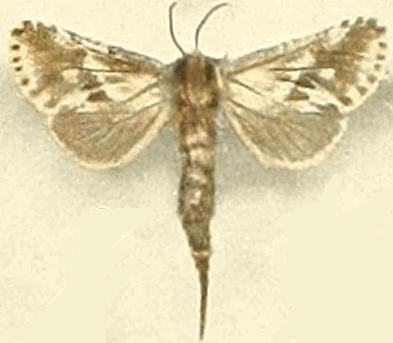